# Condat-en-Combraille
Condat-en-Combraille è un comune francese di 507 abitanti situato nel dipartimento del Puy-de-Dôme nella regione dell'Alvernia-Rodano-Alpi.

## Società

### Evoluzione demografica
Abitanti censiti